# Batalla de Bácum
La batalla de Bácum tuvo lugar el 14 de agosto de 1876 en las inmediaciones de Bácum, en el estado de Sonora, México, entre elementos del Ejército mexicano, y elementos del ejército yaqui, durante la Guerra del Yaqui. 